# Mimipodoryctes rubriceps
Mimipodoryctes rubriceps är en stekelart som först beskrevs av Cameron 1909.  Mimipodoryctes rubriceps ingår i släktet Mimipodoryctes och familjen bracksteklar. Inga underarter finns listade i Catalogue of Life.